# Plució
Plució (en grec antic: Πλουτίων, -ωνος) va ser un orador de la Grècia romana que va viure a l'època d'August, al tombant del segle i aC al i dC.
És conegut solament per les referències d'autors posteriors, i no se n'ha conservat més que un fragment citat per Sèneca el Vell, segons el qual seguia el model de Glicó. Els comentaristes de Sèneca, basant-se en l'autoritat d'Eusebi de Mindos, indiquen que va ser un destacat mestre de retòrica. Dió Crisòstom el recomana com a model per formar-se en discursos polítics.